# Georg Haar
Georg Haar (* 17. November 1887 in Weimar; † 22. Juli 1945 in Weimar) war ein deutscher Jurist, Rechtsanwalt und Notar, der insbesondere als Stifter hervortrat.

## Leben und Wirken
Georg Haars Vater war der Weimarer Textilkaufmann und Hoflieferant Otto Haar. Er gründete 1868 Weimars damals größtes Kaufhaus für Damen- und Kindergarderobe, das später als Modehaus Max Haar im heutigen Haus Schillerstraße 5a geführt wurde.
Von 1897 bis 1906 besuchte Georg Haar das humanistische Wilhelm-Ernst-Gymnasium Weimar. Im Anschluss studierte er ein Semester Rechtswissenschaft an der Universität Lausanne. Von 1906 bis 1907 absolvierte er in Hanau seinen Militärdienst als Einjährig-Freiwilliger. Danach setzte er sein Studium von 1907 bis 1909 an der Rheinischen Friedrich-Wilhelms-Universität Bonn fort, anschließend an der Universität Jena. Am 7. November 1910 promovierte er zum Dr. jur. Nach seinem Referendariat wurde er 1914 zum Gerichtsassessor ernannt. Er arbeitete dann als Assessor und später als Rechtsanwalt in Weimar und Braunschweig. 1920 wurde er zum Notar in Weimar ernannt. 1933 heiratete Georg Haar die aus Braunschweig stammende Anna Karola Felicitas von Holtum. Sie war die geschiedene Frau seines Studienfreunds Roderich Huch, der ein Neffe der Dichterin Ricarda Huch war. Seine Frau brachte zwei Kinder mit in die Ehe ein, die beide im Zweiten Weltkrieg starben. Haar besaß eine bedeutende Bibliothek und eine umfangreiche Sammlung russischer Ikonen.
In seinem Testament vom 6. Juni 1945 setzte Georg Haar die Stadt Weimar zur alleinigen Erbin seines beträchtlichen Vermögens ein, und zwar für den Fall, dass seine Frau vor ihm oder zugleich mit ihm stirbt. Dieses Testament wurde mit der Auflage verbunden, dass in der Villa Haar auf der nordöstlichen Anhöhe über dem Ilmpark unweit von Goethes Gartenhaus eine Heimstätte für Kriegswaisenkinder einzurichten sei und für diese der Name „Villa Haar“ zu verwenden sei. Die Erträge seines Kaufhauses an der Schillerstraße und seiner Immobilien sollten der Finanzierung des Waisenhauses dienen.
Am 22. Juli 1945 schieden Georg Haar und seine Ehefrau Felicitas freiwillig aus dem Leben, wohl wegen der Ungewissheit über die Zukunft und der Angst vor Repressionen durch die Sowjetische Besatzungsmacht. Die Stiftung wurde 1947 durch die Stadt Weimar errichtet und 1952 wieder aufgelöst. Das Kinderheim erhielt gegen den testamentarischen Willen der Stifter den Namen „Rosa Thälmann“. Das Textilkaufhaus Haar wurde liquidiert und der HO zugeschlagen, der Immobilienbesitz verstaatlicht. An den Namen Georg Haar sollte nach Möglichkeit nichts erinnern. Der Haarsche Garten liegt auf dem ehemaligen Kirschberg. Die Villa ist von den KünstlerGärten Weimar umgeben.
Eine Gedenktafel am früheren Kaufhaus Haar in Weimar in der Schillerstraße erinnert an den Stifter und seine Frau sowie deren gemeinsames Schicksal. Seit 1990 gibt es die Stiftung Dr. Georg Haar.

## Villa Haar

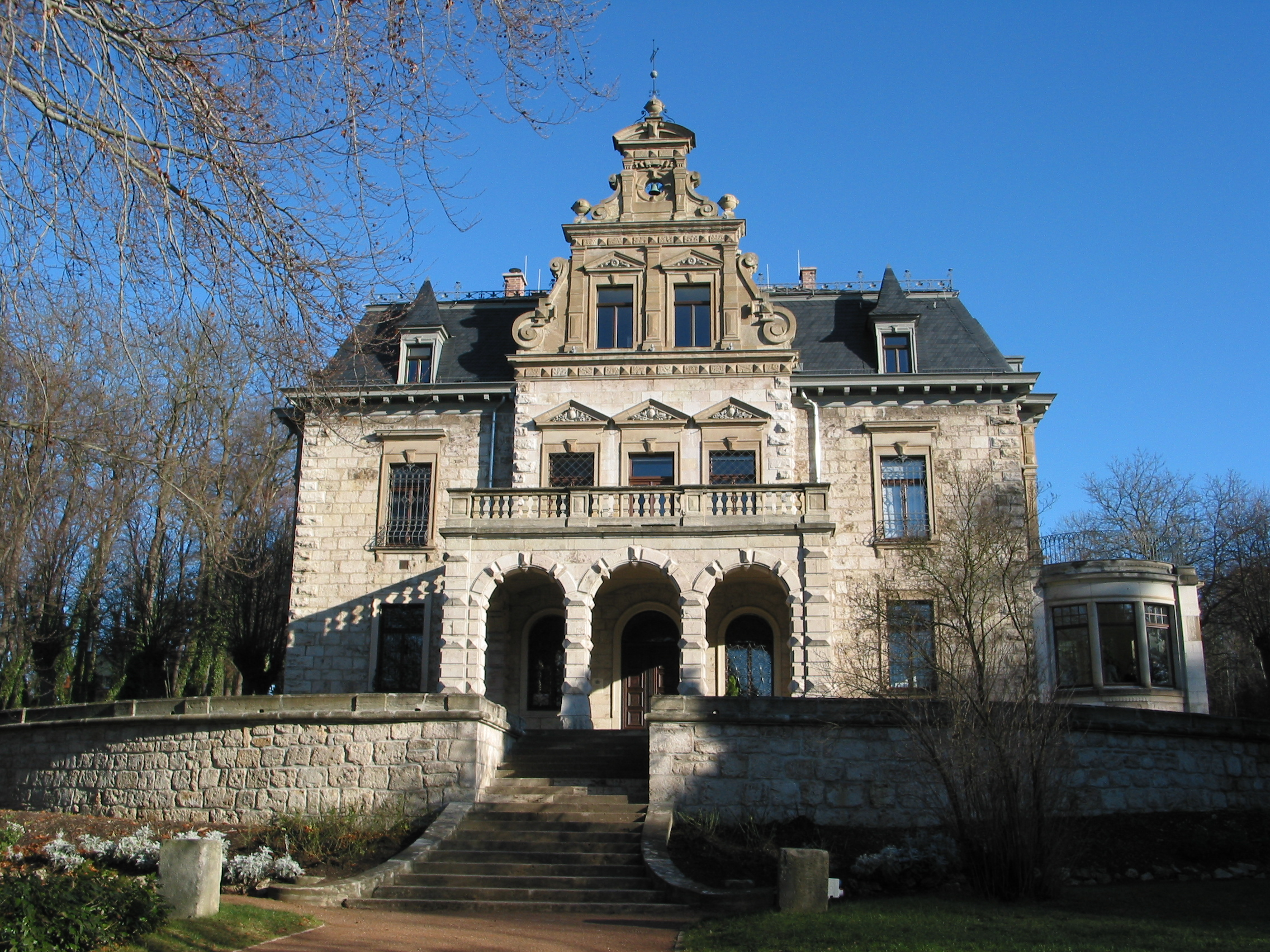
Villa Haar im Park an der Ilm

Die aus Travertin bzw. Sandstein im Stil der Neorenaissance erbaute Villa Haar entstand 1886 nach dem 1885 entstandenen Entwurf des Architekten Otto Minkert für den Rechtsanwalt Werner Voigt. Ihre Architektur ist an das Vorbild der Villa d’Este in Tivoli angelehnt. 1905 erwarb Georg Haars Vater Otto Haar die Villa. Unterhalb der Villa ist ein eigener Park mit den KünstlerGärten Weimar entstanden. Der ist terrassiert angelegt. In der Mitte der Terrassen befindet sich ein Zierbrunnen. Es gibt an den Terrassenmauern auch Wandbecken. Die Terrassen wurden in die Gestaltung der Freiflächen einbezogen. Auf jeder der drei Terrassenebenen befindet sich auf der Sichtachse zur Villa ein Springbrunnen.
Die Hanglage wurde auch Kirschberg genannt. 1817 schenkte der Großherzog Carl August seiner Geliebten Karoline Jagemann hier ein Gartenhaus und ein Grundstück von ca. 40000 Quadratmetern. Das Gartenhaus war dort, wo 1885 die Villa Haar errichtet wurde. Zu dieser Zeit waren die Bürgergärten, die sich an diesem Hang hinaufzogen, vorwiegend mit Obstbäumen bepflanzt und besaßen kleinere Gartenhäuser. Oben auf dem Mittelrisalit ist eine in den Ziergiebel eingehangene Glocke zu sehen. Vor dem Risaliten ist ein mit Rundbögen verzierter Vorbau als Eingangsbereich angebracht, der gleichzeitig als Terrasse dient. Ganz oben ist die Wetterfahne
Die Villa Haar mit der Anschrift Dichterweg 2 a in der Parkvorstadt steht auf der Liste der Kulturdenkmale in Weimar (Einzeldenkmale).

## Ehrungen
In Weimar-West gibt es die Georg-Haar-Straße.